# Pseudosasa
Pseudosasa, rod trajnica iz porodice trava. Sastoji se od dvadeset vrsta bambusa iz Kine, Japana, Koreje i Hainana. Pripada potporodici Bambusoideae i tribusu Arundinarieae

## Vrste
1. Pseudosasa aeria T.H.Wen
2. Pseudosasa amabilis (McClure) Keng f.
3. Pseudosasa brevivaginata G.H.Lai
4. Pseudosasa cantorii (Munro) Keng f.
5. Pseudosasa gracilis S.L.Chen & G.Y.Sheng
6. Pseudosasa hindsii (Munro) S.L.Chen & G.Y.Sheng ex T.G.Liang
7. Pseudosasa humilis (Mitford) T.Q.Nguyen
8. Pseudosasa japonica (Siebold & Zucc. ex Steud.) Makino ex Nakai
9. Pseudosasa jiangleensis N.X.Zhao & N.H.Xia
10. Pseudosasa longiligula T.H.Wen
11. Pseudosasa maculifera J.L.Lu
12. Pseudosasa nabeshimana (Koidz.) Koidz.
13. Pseudosasa orthotropa S.L.Chen & T.H.Wen
14. Pseudosasa owatarii (Makino) Makino ex Nakai
15. Pseudosasa pubiflora (Keng) Keng f. ex D.Z.Li & L.M.Gao
16. Pseudosasa subsolida S.L.Chen & G.Y.Sheng
17. Pseudosasa viridula S.L.Chen & G.Y.Sheng
18. Pseudosasa wuyiensis S.L.Chen & G.Y.Sheng
19. Pseudosasa xishuangbannaensis D.Z.Li, Y.X.Zhang & Triplett
20. Pseudosasa zhongyanensis S.H.Chen, K.F.Huang & H.Z.Guo

## Sinonimi
- Yadakeya Makino